# Banzai Venus
„Banzai Venus” (jap. バンザイVenus) – piąty singel japońskiego zespołu SKE48, wydany w Japonii 9 marca 2011 roku przez Nippon Crown.
Singel został wydany w trzech edycjach: dwóch regularnych (Type A, Type B) oraz „teatralnej” (CD). Osiągnął 1 pozycję w rankingu Oricon i pozostał na liście przez 25 tygodni, sprzedał się w nakładzie 275 189 egzemplarzy. Singel zdobył status platynowej płyty.

## Lista utworów
Wszystkie utwory zostały napisane przez Yasushiego Akimoto.

### Type A
| CD  |                                                                        |                                                                     |                                                                     |      |
| Nr  | Tytuł                                                                  | Kompozycja                                                          | Aranżacja                                                           | Czas |
| 1.  | „Banzai Venus” (jap. バンザイVenus)                                    | Yūgo Sasakura                                                       | Yūichi "Masa" Nonaka                                                | 3:37 |
| 2.  | „Ai no kazu” (jap. 愛の数) (wyk. Team KII)                             | Ryūsuke Shigenaga                                                   | Yūichi "Masa" Nonaka                                                | 3:34 |
| 3.  | „Sotsugyōshiki no wasuremono” (jap. 卒業式の忘れもの) (wyk. Shirogumi) | Yūji Hamazaki                                                       | Nao Harada                                                          | 4:16 |
| 4.  | „Banzai Venus” (jap. バンザイVenus) (off vocal)                        | Yūgo Sasakura                                                       | Yūichi "Masa" Nonaka                                                | 3:37 |
| 5.  | „Ai no kazu” (jap. 愛の数) (off vocal)                                 | Ryūsuke Shigenaga                                                   | Yūichi "Masa" Nonaka                                                | 3:34 |
| 6.  | „Sotsugyōshiki no wasuremono” (jap. 卒業式の忘れもの) (off vocal)      | Yūji Hamazaki                                                       | Nao Harada                                                          | 4:16 |
| DVD |                                                                        |                                                                     |                                                                     |      |
| Nr  | Tytuł                                                                  | Tytuł                                                               | Tytuł                                                               | Czas |
| 1.  | „Banzai Venus” (jap. バンザイVenus) (Music Video)                      | „Banzai Venus” (jap. バンザイVenus) (Music Video)                   | „Banzai Venus” (jap. バンザイVenus) (Music Video)                   |      |
| 2.  | „Ai no kazu” (jap. 愛の数) (Music Video)                               | „Ai no kazu” (jap. 愛の数) (Music Video)                            | „Ai no kazu” (jap. 愛の数) (Music Video)                            |      |
| 3.  | „Sotsugyōshiki no wasuremono” (jap. 卒業式の忘れもの) (Music Video)    | „Sotsugyōshiki no wasuremono” (jap. 卒業式の忘れもの) (Music Video) | „Sotsugyōshiki no wasuremono” (jap. 卒業式の忘れもの) (Music Video) |      |

### Type B
| CD  |                                                                         |                                                                        |                                                                        |      |
| Nr  | Tytuł                                                                   | Kompozycja                                                             | Aranżacja                                                              | Czas |
| 1.  | „Banzai Venus” (jap. バンザイVenus)                                     | Yūgo Sasakura                                                          | Yūichi "Masa" Nonaka                                                   | 3:37 |
| 2.  | „Ai no kazu” (jap. 愛の数) (wyk. Team KII)                              | Ryūsuke Shigenaga                                                      | Yūichi "Masa" Nonaka                                                   | 3:34 |
| 3.  | „Dareka no sei ni wa shinai” (jap. 誰かのせいにはしない) (wyk. Akagumi) | Sayuri Yoshitomi                                                       | Shōichirō Hirata                                                       | 4:07 |
| 4.  | „Banzai Venus” (jap. バンザイVenus) (off vocal)                         | Yūgo Sasakura                                                          | Yūichi "Masa" Nonaka                                                   | 3:37 |
| 5.  | „Ai no kazu” (jap. 愛の数) (off vocal)                                  | Ryūsuke Shigenaga                                                      | Yūichi "Masa" Nonaka                                                   | 3:34 |
| 6.  | „Dareka no sei ni wa shinai” (jap. 誰かのせいにはしない) (off vocal)    | Sayuri Yoshitomi                                                       | Shōichirō Hirata                                                       | 4:07 |
| DVD |                                                                         |                                                                        |                                                                        |      |
| Nr  | Tytuł                                                                   | Tytuł                                                                  | Tytuł                                                                  | Czas |
| 1.  | „Banzai Venus” (jap. バンザイVenus) (Music Video)                       | „Banzai Venus” (jap. バンザイVenus) (Music Video)                      | „Banzai Venus” (jap. バンザイVenus) (Music Video)                      |      |
| 2.  | „Ai no kazu” (jap. 愛の数) (Music Video)                                | „Ai no kazu” (jap. 愛の数) (Music Video)                               | „Ai no kazu” (jap. 愛の数) (Music Video)                               |      |
| 3.  | „Dareka no sei ni wa shinai” (jap. 誰かのせいにはしない) (Music Video)  | „Dareka no sei ni wa shinai” (jap. 誰かのせいにはしない) (Music Video) | „Dareka no sei ni wa shinai” (jap. 誰かのせいにはしない) (Music Video) |      |

### Wer. teatralna
| CD |                                                                         |                   |                      |      |
| Nr | Tytuł                                                                   | Kompozycja        | Aranżacja            | Czas |
| 1. | „Banzai Venus” (jap. バンザイVenus)                                     | Yūgo Sasakura     | Yūichi "Masa" Nonaka | 3:37 |
| 2. | „Ai no kazu” (jap. 愛の数) (wyk. Team KII)                              | Ryūsuke Shigenaga | Yūichi "Masa" Nonaka | 3:34 |
| 3. | „Sotsugyōshiki no wasuremono” (jap. 卒業式の忘れもの) (wyk. Shirogumi)  | Yūji Hamazaki     | Nao Harada           | 4:16 |
| 4. | „Dareka no sei ni wa shinai” (jap. 誰かのせいにはしない) (wyk. Akagumi) | Sayuri Yoshitomi  | Shōichirō Hirata     | 4:07 |
| 5. | „Banzai Venus” (jap. バンザイVenus) (off vocal)                         | Yūgo Sasakura     | Yūichi "Masa" Nonaka | 3:37 |
| 6. | „Ai no kazu” (jap. 愛の数) (off vocal)                                  | Ryūsuke Shigenaga | Yūichi "Masa" Nonaka | 3:34 |
| 7. | „Sotsugyōshiki no wasuremono” (jap. 卒業式の忘れもの) (off vocal)       | Yūji Hamazaki     | Nao Harada           | 4:16 |
| 8. | „Dareka no sei ni wa shinai” (jap. 誰かのせいにはしない) (off vocal)    | Sayuri Yoshitomi  | Shōichirō Hirata     | 4:07 |

## Skład zespołu
| „Banzai Venus” |
| --- |
| - Team S: Masana Ōya, Yuria Kizaki, Mizuki Kuwabara, Akari Suda, Shiori Takada, Rikako Hirata, Kanako Hirmatsu, Jurina Matsui (środek), Rena Matsui (środek), Kumi Yagami - Team KII: Anna Ishida, Shiori Ogiso, Akane Takayanagi, Airi Furukawa, Manatsu Mukaida - Team E: Kimoto Kanon |

| „Ai no kazu” |
| --- |
| - Team KII: Ririna Akaeda, Riho Abiru, Anna Ishida, Shiori Ogiso, Tomoko Katō, Risako Gotō, Seira Satō, Mieko Satō, Akane Takayanagi (środek), Sawako Hata, Airi Furukawa, Rina Matsumoto, Manatsu Muakida, Miki Yakata, Reika Yamada, Tomoka Wakabayashi |

| „Sotsugyōshiki no wasuremono” |
| --- |
| - Team S: Haruka Ono, Yūka Nakanishi, Jurina Matsui (środek) - Team KII: Riho Abiru, Tomoko Katō, Risako Gotō, Mieko Satō, Rina Matsumoto, Reika Yamada, Tomoka Wakabayashi - Team E: Yūka Nakamura, Erika Yamada |

| „Dareka no sei ni wa shinai” |
| --- |
| - Team S: Rumi Katō, Yukiko Kinoshita, Aki Deguchi, Rena Matsui (środek) - Team KII: Seira Satō, Sawako Hata, Miki Yakata - Team E: Kasumi Ueno, Madoka Umemoto, Shiori Kaneko, Minami Hara, Yukari Yamashita |

## Notowania
| Lista                             | Pozycja |
| --------------------------------- | ------- |
| Oricon Weekly Singles Chart       | 1       |
| Oricon Yearly Singles Chart       | 17      |
| Billboard Japan Hot 100           | 2       |
| Billboard Japan Hot Singles Sales | 2       |